# Crassula alata
Crassula alata là một loài thực vật có hoa trong họ Crassulaceae. Loài này được (Viv.) A.Berger miêu tả khoa học đầu tiên năm 1930.